# Parasassafras confertiflorum
Parasassafras confertiflorum là loài thực vật có hoa trong họ Nguyệt quế. Loài này được (Meisn.) D.G. Long miêu tả khoa học đầu tiên năm 1984.